# Уокер, Мак
Мак Уокер (Mack Walker; 6 июня 1929, Спрингфилд, Массачусетс — 10 февраля 2021) — американский историк, германовед, специалист в области интеллектуальной истории. Доктор философии (1959), эмерит-профессор Университета Джонса Хопкинса, где преподавал четверть века, заведовал кафедрой. Член Американской академии искусств и наук (1980).
Родился близ Спрингфилда. В 1950 году получил степень бакалавра искусств, учился в Боудин-колледже. Со следующего года служил в армии США, в южной Германии; перед чем кратковременно сотрудничал со своим братом в выращивании орхидей в коммерческих целях, а также провел семестр в Йельской юридической школе. В Германии же познакомится со своей будущей супругой и заинтересуется немецкой историей. В 1959 получил докторскую степень в Гарвардском университете, где занимался с William L. Langer и Franklin Ford. На протяжении двух лет преподавал в Род-Айлендской школе дизайна (инструктор, 1957-59), прежде чем вернуться в Гарвард (1959—1966: инструктор и ассистент-профессор). В 1966 устроился на кафедру истории Корнеллского университета. В 1974 году перешел в Университет Джонса Хопкинса. Четверть века преподавал там на кафедре истории, заведовал ею с 1979 по 1982.
С 1999 на пенсии, эмерит.
Умер от осложнений, вызванных ковидом. Жена Ирма. Остались дети и внуки. Его исследовательские интересы включали интеллектуальную историю Германии в конце 17-го и начале 18-го веков, в особенности его интересовал феномен расхождения светского и религиозного языка. «Мастером сложной социальной истории, глубоко эрудированным и оригинальным» называл М. Уокера Nicholas Mulder.
Автор четырех книг.
Первая книга — Germany and the Emigration, 1816—1885 (Harvard Univ. Press, 1964), вторая книга — German Home Towns: Community, State, and General Estate, 1648—1871 (Cornell Univ. Press, 1971) {Рец.}. Затем он выпустил Johann Jakob Moser and the Holy Roman Empire of the German Nation (Univ. of North Carolina Press, 1981). Трилогию об империи завершила его The Salzburg Transaction: Expulsion and Redemption in Eighteenth-Century Germany (Cornell Univ. Press, 1992) {Рец.}.